# Какасхиди
Какасхиди (груз. კაკასხიდი) — село в Грузии, в муниципалитете Багдати в крае Имеретия.

## География
Какасхиди расположены в ущелье реки Ханисскали (левого притока). Высота над уровнем моря — 850 метров. Находится в 18 километрах от Багдати.

## Население
По данным на 2014 год в селе проживало 13 человек.

### Демография
| Год переписи | Население | Мужчины | Женщины |
| ------------ | --------- | ------- | ------- |
| 2002         | 32        | 20      | 12      |
| 2014         | 13        | 8       | 5       |